# Clair Obscur: Expedition 33
Clair Obscur: Expedition 33 — це рольова відеогра 2025 року, розроблена Sandfall Interactive та опублікована Kepler Interactive. Вона вийшла на PlayStation 5, Windows та Xbox Series X/S 24 квітня 2025 року. Події гри розгортаються у темному фентезійному сетингу похмурого фентезі Belle Époque. Гра розповідає про волонтерів Експедиції 33, які збираються знищити Художницю, яка щороку вбиває людей, старших за певний, щораз менший вік.
Розробники прагнули створити високоякісну покрокову рольову гру в жанрі, який, на їхню думку, великі ігрові AAA-студії вже давно ігнорують. Вони черпали натхнення з японських рольових ігор, зокрема серій Final Fantasy та Persona. Розробка почалася з Unreal Engine 4, але пізніше була переведена на Unreal Engine 5, що дало змогу суттєво покращити якість візуалізації.
Гра отримала високу оцінку критиків і продала 500 000 копій у перший день після виходу.

## Геймплей
Clair Obscur: Expedition 33 — це покрокова рольова відеогра, яка поєднує елементи реального часу, зокрема швидкі події та дії, що залежать від таймінгу як під час атаки, так і під час захисту. В ній потрібно керувати групою персонажів, які подорожують різними місцевостями та борються там з ворогами. Персонажі володіють низкою характеристик: життєздатність визначає здоров'я (HP); сила впливає на силу атаки; спритність збільшує швидкість і оборону; захист збільшує оборону та шанс критичного удару; удача збільшує шанс критичного удару та швидкість. Вразливість до різних атак може варіюватися від посиленої вразливості до поглинання (коли персонаж лікується, зазнаючи атаки).
Усі атаки можна або відбити (при цьому здійснивши контратаку), або ухилитися від них. Доступна як холодна, так і вогнепальна зброя. Ворогів можна приголомшити, якщо завдати їм багато шкоди; тоді вони пропускають свій крок у бою, а герої можуть виконати додаткову ефективну атаку. Група може полікуватися біля прапорів експедицій, але при цьому переможені вороги відроджуються. У грі є обов'язкові та побічні завдання. Виконання побічних винагороджується корисними предметами чи додатковим оформленням для персонажів.
Персонажі поступово розвивають свої здібності та отримують предмети (піктоси), які надають персонажу, на якого екіпіровані, збільшення характеристик або нові прийоми бою. Після достатньої кількості битв персонаж вивчає особливу навичку на піктоса, таким чином розблоковуючи її для всієї групи.

## Сюжет

### Зав'язка
Дія Clair Obscur: Expedition 33 розгортається в похмурому фентезі Belle Époque. Щороку протягом останніх 67 років мешканці ізольованого острова Люм'єр страждають від події, яка зветься «Гомаж», коли богиня на ім'я «Художниця» (Трейсі Вайлз) малює на монолітній скелі щоразу менше число, і всі люди, чий вік перевищує це число, зникають.
Щороку після Гомажу Люм'єр посилає Експедицію добровольців, щоб вирушити на материк і спробувати вбити Художницю до того, як вона намалює нове число. Експедиція 33 — остання, яка вирушила в цей похід.
Серед учасників експедиції 33:
- Гюстав (Чарлі Кокс) — винахідливий інженер, у якого залишився лише рік життя;
- Маель (Дженніфер Інгліш) — наймолодша учасниця Експедиції та прийомна сестра Густава;
- Люн (Кірсті Райдер) — блискуча вчена й маг;
- Сьєль (Шала Нікс) — спокійна й життєрадісна воїтелька.

Під час подорожі материком Експедиція зустрічає різних персонажів, серед яких:
- Ренуар (Енді Серкіс) — старий чоловік, яким керує безжальна рішучість;
- Версо (Бен Старр) — загадковий незнайомець, який стежить за Експедицією;
- Моно́ко (Річ Кібл) — гестрал, що живе на материку та пов'язаний із Версо;
- Ескіє (Максенс Касорла), — місцева міфічна істота, яка також мешкає на материку.

### Синопсис
У день 67-го Гомажу інженер Густав прощається зі своєю колишньою коханою Софі, яка досягла 33 років і гине разом з усіма іншими людьми того ж віку. Залишаючись із лише одним роком життя, Густав приєднується до Експедиції 33, сподіваючись убити Художницю. Однак невдовзі після висадки на материк експедицію спіткає катастрофа: на них нападає старий білий чоловік, який очолює армію монстрів. Майже вся експедиція знищується, а її вцілілі члени розкидані в хаосі. Оговтавшись, Густав знаходить трьох інших тих, хто вижив: учену Люн, свою прийомну сестру Маель і воїтельку Сьєль. Маель починають переслідувати видіння біловолосого чоловіка та дівчини в масці, яка супроводжує його і, здається, знає Маель і її майбутню роль у прийдешніх лихах. Розуміючи, що їм потрібно перетнути ще одне море, щоб зустрітися з Художницею, загін звертається по допомогу до місцевої міфічної істоти — Ескіє, щоб той переправив їх. Однак перед відплиттям біловолосий чоловік знову атакує, убиваючи Густава. Завдяки втручанню незнайомця, на ім'я Версо, який зупиняє переслідування, іншим членам загону вдається врятуватися.
Пізніше Версо наздоганяє загін і пояснює, що насправді він є одним із тих небагатьох, хто вижив у складі першої експедиції — Експедиції 00. Він розповідає, що біловолосим чоловіком є Ренуар, колишній командир Експедиції 00. З невідомих причин і Версо, і Ренуар перестали старіти після прибуття на континент. Ренуар вважає, що безсмертя йому подарувала Художниця, і тому він винищує інші експедиції, щоб захистити її. Версо ж, навпаки, втомився від свого безсмертя й вирішує допомогти загону, щоб привести їх до Художниці.
Після того, як загін перетинає море й вшановує пам'ять Густава, Версо залучає до їхньої місії свого давнього друга — місцевого гестрала на ім'я Моно́ко. Версо веде загін до Старого Люм'єра, щоб знайти серце Художниці, яке необхідно знищити для зняття бар'єра, що її захищає.
Загін досягає центру Старого Люм'єра, де знаходить особняк Ренуара.
Версо зізнається загону, що він — син Ренуара, а дівчина в масці — його сестра Алісія. Після короткого бою Ренуар телепортує особняк разом із серцем, зірвавши план Версо. Тоді Люн пропонує створити зброю, достатньо потужну, щоб пробити бар'єр, для чого потрібно добути серця надзвичайно небезпечних істот — Аксонів. Загін справляється із завданням, створює зброю, пробиває бар'єр і входить до Моноліту, де перебуває Художниця, попутно вбиваючи Ренуара.
Там вони стикаються з Художницею, яка виявляється матір'ю Версо — Алін. Загону вдається її вбити й стерти число на Моноліті. Вони повертаються до Люм'єра як герої, але Версо читає лист від Алісії, з якого дізнається: насправді Алін намагалася захистити людей Люм'єра від справжнього Ренуара, який і був відповідальним за Гомаж. Без захисту Алін усе населення Люм'єра, включно з учасниками загону, зникає.
У флешбеці з іншої реальності розкривається, що Алісія та її родина — чаклуни, відомі як Малярі, які мають здатність створювати світи всередині магічних Полотен. Справжні Алін і Ренуар борються за Полотно Версо, яке містить Люм'єр: Алін використовує його, щоб жити там разом із вигаданим Версо, оскільки справжній Версо загинув, рятуючи Алісію під час пожежі. Старша сестра Алісії, Клеа, радить їй увійти в Полотно й знищити його, щоб припинити сварку батьків і змусити їх зосередитися на війні з ворогуючою фракцією під назвою Письменники.
Алісія входить у Полотно, але її переповнює сила Алін, і її особистість стирається — вона перетворюється на Маель. На цьому флешбек закінчується.
Із «смертю» Маель Алісія відновлює свої спогади та возз'єднується з вигаданим Версо, який хотів перемогти Алін, щоб вигнати її з Полотна задля її ж блага, навіть якщо це означатиме повне знищення Полотна Ренуаром. Алісія намагається переконати Ренуара змінити своє рішення тепер, коли Алін вигнана з Полотна, але він залишається непохитним і наполягає на його знищенні, щоб запобігти поверненню Алін. Алісія вирішує протистояти батькові: використовуючи свої здібності Малярки, вона відроджує загін та всіх загиблих учасників експедицій, щоб разом із ними дати Ренуару бій за контроль над Полотном.
Після кульмінаційної битви Ренуар поступається й дозволяє Алісії та Версо вирішити долю Полотна.
Тепер між Алісією та Версо виникає конфлікт, коли Версо усвідомлює, що Алісія не планує залишати Полотно, яке зрештою уб'є її, якщо вона залишиться там занадто довго.
Кінцівка залежить від того, за якого персонажа гравець обирає грати у фінальній битві:
- Якщо гравець обирає Алісію, вона відновлює Люм'єр і повертає його мешканців до життя, але вирішує залишитися в Полотні назавжди, всупереч бажанню Версо.
- Якщо гравець обирає Версо, він виганяє Алісію з Полотна та знищує його, змушуючи Алісію та її родину змиритися зі смертю справжнього Версо.

## Розробка
Sandfall Interactive — французький розробник відеоігор. За словами генерального директора та креативного директора Гійома Броша, однією з цілей Clair Obscur було створення високоякісної покрокової рольової гри, оскільки, на його думку, великі ігрові AAA-студії давно ігнорують цей жанр. За словами Броше, Клер Обскур черпає натхнення з японських рольових ігор, а Брош особливо відзначає серії Final Fantasy та Persona. Команда розробників налічує близько 30 осіб.
Розробка спочатку почалася в Unreal Engine 4, але пізніше перейшла на Unreal Engine 5, щоб скористатися перевагами вдосконалень Unreal Engine 5 у рендерингу та анімації. Перехід на UE5 був мотивований можливостями технологій Nanite і Lumen, які відповідно дозволили використовувати активи вищої якості та створювати більш реалістичне освітлення. Впровадження Lumen потребувало переробки освітлення майже у всіх ігрових локаціях. Крім того, UE5 надала кращу підтримку для створення персонажів, що дозволило відмовитися від використання Character Creator. Розробники також використовують готові активи для другорядних об'єктів (наприклад, скель), що дає їм змогу зосередитися на створенні «геройських активів» — великих і вражаючих об'єктів, які мають справляти сильне враження на гравця.

## Рецензії
| Агрегатор  | Оцінка                                 |
| ---------- | -------------------------------------- |
| Metacritic | (PC) 90/100 (PS5) 92/100 (XSXS) 93/100 |
| OpenCritic | 97% рекомендують                       |

| Видання        | Оцінка |
| -------------- | ------ |
| Destructoid    | 9.5/10 |
| Eurogamer      | 4/5    |
| Game Informer  | 9/10   |
| GameSpot       | 9/10   |
| GamesRadar+    | 4.5/5  |
| IGN            | 9/10   |
| PC Gamer (США) | 70/100 |
| PCGamesN       | 8/10   |
| RPGamer        | 5/5    |
| RPGFan         | 99/100 |
| Shacknews      | 9/10   |

Clair Obscur: Expedition 33 отримала «загальне визнання» від критиків, згідно з веб-агрегатором рецензій Metacritic. За даними OpenCritic середній бал від топ-критиків склав 91 % на всіх платформах; станом на квітень 2025 року це — найвищий рейтинг серед усіх ігор 2025 року на цьому сайті.
Скотт Дью на Destructoid описав гру як досконалу: можливо, в ній є недоліки, але вони незначні. Цей дебютний проект від французької студії Sandfall Interactive виконує всі свої обіцянки, освіжаючи жанр, і при цьому надихаючись іграми минулого та Прекрасною епохою французької історії. Світ Expedition 33 яскравий та неймовірно красивий, як і її сюжетна лінія. Найбільші зауваження стосувалися постановки деяких сцен і неможливості відстежувати прогрес виконання квестів.
Гейз Медсен на сайті Inverse похвалив, що у цій грі немає нічого зайвого; все налаштоване на 60-годинне проходження, де майже кожна година містить щось захопливе. Вона виконана на рівні ігор Square Enix, і важко повірити, що Expedition 33 створила зовсім нова студія. Бої та подорожі не просто добре виконані, з плином часу в них відкриваються якісно нові можливості.
Майкл Гаєм на IGN у висновку своєї рецензії писав, що Clair Obscur: Expedition 33 нагадує численні класичні та сучасні рольові ігри, але розробники з Sandfall справді зрозуміли, що робить кожну з них хорошою. Креативна покрокова бойова система та вражаючі візуальні елементи об'єднують все в одну систему. Чудова гра акторів передає моменти як горя, так і радості. Критик похвалив також різноманітність музики, яка доповнює візуальний дизайн, натхненний французькими історією та мистецтвом.
Максим Коляда на ITC.ua виніс вердикт, що Clair Obscur: Expedition 33 дарує гравцям інтерактивний досвід, але ще й ставить філософські питання про реальність, пам’ять, життя та мистецтво, сама будучи прикладом мистецтва. Вона відмінно зрежисована з дивовижною увагою до деталей, де кожна локація — експеримент з кольором, формою і текстурою, а музика реагує на події. Вороги виглядають як витвори хворої, але багатої уяви, та кидають чесний виклик гравцям. Але одним із найсильніших аспектів гри критик назвав глибокий сюжет, який торкається тем пам'яті, забуття й творчості.

### Продажі
Clair Obscur: Expedition 33 було продано 500 000 копій протягом перших 24 годин після релізу та 1 мільйон копій за 3 дні. Протягом 12 днів після виходу гра досягла позначки у 2 мільйони проданих копій. З нагоди цих показників Президент Франції Еммануель Макрон привітав команду з досягненням, заявивши, що це «яскравий приклад французької сміливості та креативності».
Саундтрек до гри очолив чарти Billboard у категоріях Classical Music та Classical Crossover Music протягом першого тижня травня 2025 року.

## Екранізація
У січні 2025 року Story Kitchen спільно з розробником Sandfall Interactive анонсували створення ігрової адаптації у форматі лайв-екшен за мотивами гри.